# الكتنة (نعمان)

تعديل مصدري - تعديل

الكتنة هي إحدى قرى عزلة الوسط بمديرية نعمان التابعة لمحافظة البيضاء، بلغ تعداد سكانها 71 نسمة حسب تعداد اليمن لعام 2004.